# Pavel Churavý
Pavel Churavý, né le 22 avril 1977 à Liberec, est un coureur du combiné nordique tchèque.

## Carrière
Il participe aux Jeux olympiques d'hiver en 2002, en 2006, en 2010 et en 2014. Sa meilleure place en individuel est une cinquième place lors de la Gundersen sur grand tremplin en 2010.
Il connait sa première expérience internationale avec les Mondiaux de Ramsau en 1999, alors qu'il vient de découvrir le niveau élite. Il débute en Coupe du monde en 2000 et il remporte son premier podium individuel (2e place) le 19 janvier 2002 à Liberec. Il obtient en 2009 deux nouveaux podiums et termine dixième du classement final. En 2010, il termine deuxième de l'épreuve de Schonach et termine 7e du classement final de la Coupe du monde, son meilleur résultat à ce jour. 
Il prend sa retraite en 2015.

## Palmarès

### Jeux olympiques d'hiver
| Épreuve / Édition | Épreuve / Édition | Salt Lake City 2002              | Turin 2006                       | Vancouver 2010                   | Sotchi 2014                      |
| Sprint            | Sprint            | 15e                              | 31e                              | Épreuve inexistante à cette date | Épreuve inexistante à cette date |
| Gundersen         | Gundersen         | 16e                              | 21e                              | Épreuve inexistante à cette date | Épreuve inexistante à cette date |
| Par équipes       | Par équipes       | 9e                               | 8e                               | 8e                               | 7e                               |
| Gundersen         | PT                | Épreuve inexistante à cette date | Épreuve inexistante à cette date | 12e                              | 23e                              |
| Gundersen         | GT                | Épreuve inexistante à cette date | Épreuve inexistante à cette date | 5e                               | 32e                              |

### Championnats du monde
| Épreuve / Édition  | Épreuve / Édition  | Ramsau 1999                      | Lahti 2001                       | Val di Fiemme 2003               | Oberstdorf 2005                  | Sapporo 2007                     | Liberec 2009                     | Oslo 2011                        | Val di Fiemme 2013               |
| Sprint             | Sprint             | 29e                              | -                                | 14e                              | 35e                              | 29e                              | Épreuve inexistante à cette date | Épreuve inexistante à cette date | Épreuve inexistante à cette date |
| Départ en ligne    | Départ en ligne    | Épreuve inexistante à cette date | Épreuve inexistante à cette date | Épreuve inexistante à cette date | Épreuve inexistante à cette date | Épreuve inexistante à cette date | 12e                              | Épreuve inexistante à cette date | Épreuve inexistante à cette date |
| Gundersen          | Gundersen          | 28e                              | 23e                              | 34e                              | 16e                              | 23e                              | Épreuve inexistante à cette date | Épreuve inexistante à cette date | Épreuve inexistante à cette date |
| Gundersen          | PT                 | Épreuve inexistante à cette date | Épreuve inexistante à cette date | Épreuve inexistante à cette date | Épreuve inexistante à cette date | Épreuve inexistante à cette date | 31e                              | DNS                              | 12e                              |
| Gundersen          | GT                 | Épreuve inexistante à cette date | Épreuve inexistante à cette date | Épreuve inexistante à cette date | Épreuve inexistante à cette date | Épreuve inexistante à cette date | 8e                               | 37e                              | 32e                              |
| Par équipes        | Par équipes        | 8e                               | 7e                               | 10e                              | 8e                               | 7e                               | 6e                               | Épreuve inexistante à cette date | 10e                              |
| Par équipes        | PT                 | Épreuve inexistante à cette date | Épreuve inexistante à cette date | Épreuve inexistante à cette date | Épreuve inexistante à cette date | Épreuve inexistante à cette date | Épreuve inexistante à cette date | -                                | Épreuve inexistante à cette date |
| Par équipes        | GT                 | Épreuve inexistante à cette date | Épreuve inexistante à cette date | Épreuve inexistante à cette date | Épreuve inexistante à cette date | Épreuve inexistante à cette date | Épreuve inexistante à cette date | 9e                               | Épreuve inexistante à cette date |
| Sprint par équipes | Sprint par équipes | Épreuve inexistante à cette date | Épreuve inexistante à cette date | Épreuve inexistante à cette date | Épreuve inexistante à cette date | Épreuve inexistante à cette date | Épreuve inexistante à cette date | Épreuve inexistante à cette date | 8e                               |

### Coupe du monde
- Meilleur classement général : 7e en 2010.
- 4 podiums individuels.

 Dernière mise à jour le 14 mars 2010 

#### Différents classements en Coupe du monde
| Année     | Classement général final |
| 1999-2000 | 44e                      |
| 2000-2001 | 34e                      |
| 2001-2002 | 20e                      |
| 2003-2004 | 25e                      |
| 2005-2006 | 42e                      |
| 2006-2007 | 57e                      |
| 2007-2008 | 51e                      |
| 2008-2009 | 10e                      |
| 2009-2010 | 7e                       |
| 2010-2011 | 47e                      |
| 2011-2012 | 40e                      |
| 2012-2013 | 35e                      |
| 2013-2014 | 52e                      |